# Bromsgrove (stacja kolejowa)
Bromsgrove (ang: Bromsgrove railway station) – stacja kolejowa w miejscowości Bromsgrove, w hrabstwie Worcestershire, w Anglii. Znajduje się na linii pomiędzy Birmingham i Worcester. Bromsgrove jest zarządzane przez London Midland. 

## Historia
Została otwarta w ramach Birmingham and Gloucester Railway (później części Midland Railway) w 1840 roku. W czerwcu 1969 stacja została odbudowana z jednym peronem krawędziowym (w kierunku północnym). Nowy peron w kierunku południowym został wybudowany w maju 1990.

## Linie kolejowe
- Birmingham to Worcester via Bromsgrove Line

## Połączenia
Stacja i większość pociągów obsługujących są obsługiwane są przez London Midland, z kursami co godzinę z Birmingham New Street do Hereford; z dodatkowymi połączeniami w godzinach szczytu do lub z Great Malvern i Worcester Shrub Hill.
Cztery pociągi CrossCountry (dwa w każdą stronę, tylko w godzinach szczytu) kursuje między Nottingham i Cardiff Central.